# Eugen Friedrich Karl Paul Ludwig von Württemberg
Eugen Friedrich Karl Paul Ludwig von Württemberg, pruski general in skladatelj, * 18. januar 1788, † 16. september 1857.
Princ Württemberga je bil eden izmed pomembnejših generalov, ki so se borili med Napoleonovo invazijo na Rusijo; posledično je bil njegov portret dodan v Vojaško galerijo Zimskega dvorca.

## Življenje
Na ruskem dvoru je bil od svojega otroštva, saj je bila carica Marija Fjodorova sestra njegovega očeta Eugena von Württemberg.
V sestavi ruske carske vojske se je boril v več vojnah.
Bil je tudi navdušen nad glasbo, tako da je sam skompiniral več oper in skladb; med slednjimi je najbolj znana Nevesta duha.